# María Teresa de la Asunción Martínez y Galindo
Madre Teresa de la Asunción Martínez y Galindo (Baeza, 22 de enero de 1850-Granada, 29 de marzo de 1907) fue una religiosa española que, en 1880, fundó —a inspiración del más tarde obispo Maximiliano Fernández del Rincón— la Congregación de Hermanas de la Presentación de la Virgen María.

## Biografía
A los 13 años fue internada como alumna en el colegio de niñas regentado por la comunidad Agustina Recoleta de Santa María Magdalena de Baeza. Allí conoció a Maximiano Fernández del Rincón, a la sazón confesor del centro. En 1865 ingresa en el convento de San Antonio —orden de las hermanas pobres de Santa Clara— de la misma ciudad, donde dos años después emitió su profesión religiosa. En 1875 es invitada por el padre Maximiano Fernández del Rincón a fundar con él la Congregación de hermanas que se llamaría de la Presentación de la Virgen María. En 1879 se traslada a la comunidad clarisa granadina de Santa Inés, desde donde inició la fundación efectiva de la nueva congregación. 
Obra que se realiza finalmente en Granada un 12 de octubre de 1880 en la casa Agreda del bajo albaicín granadino.